# Nicolas Hugot
Nicolas Hugot est un homme politique français né le 15 octobre 1749 au Riceys (Aube) et mort le 10 mai 1815 au même lieu.
Juge à Bar-sur-Seine, il est député de l'Aube de 1791 à 1792, siégeant avec les modérés. Il s'installe ensuite comme homme de loi aux Riceys.